# Bo Bendsneyder
Bo Bendsneyder (Róterdam, Países Bajos, 4 de marzo de 1999) es un piloto neerlandés de motociclismo, que corre actualmente en el Campeonato Mundial de Supersport en el equipo MV Agusta Reparto Corse. En 2015 se coronó campeón de la Red Bull MotoGP Rookies Cup.

## Biografía
Bendsneyder comenzó a competir a la edad de seis años, participando en diversas competiciones nacionales en Holanda y Alemania. También participa en competiciones internacionales de minimoto. En 2012 y 2013 gana la Moriwaki Junior Cup, una competencia para jóvenes neerlandeses. En 2014 corre en la Red Bull MotoGP Rookies Cup y en el CEV(Campeonato Español de velocidad). en el 2015 ganó la Red Bull MotoGP Rookies Cup.
En 2016, Bendsneyder hizo su debut en la categoría de Moto3 del Campeonato del Mundo de Motociclismo, contratado por el equipo Red Bull KTM Ajo, quien le confió una KTM RC250GP; acompañando al sudafricano Brad Binder. En la duodécima fecha del campeonato en Gran Bretaña consiguió su primer podio al terminar en la tercera posición detrás de su compañero de equipo Brad Binder, ganador de la carrera y del italiano Francesco Bagnaia.
Bendsneyder renovó con el Red Bull KTM Ajo para 2017 haciendo dupla en esta temporada con el italiano Niccolò Antonelli. En esta temporada, no pudo conseguir podios, y solamente logró entrar entre los 10 primeros en 6 de las 17 carreras que disputó. Su mejor resultado de la temporada fue el cuarto puesto conseguido en el Gran Premio de la República Checa.
En 2021, Bendsneyder tenía contrato para correr la temporada 2021 del Campeonato Mundial de Supersport con el EAB Racing Team pero ante la llamada del Pertamina Mandalika SAG Team, rescindió el contrato que lo unía al EAB Racing Team para seguir ligado al Campeonato del Mundo de Moto2 con el equipo indonesio.
Bendsneyder se mantuvo en el Pertamina Mandalika SAG Team para la temporada 2023 haciendo equipo con el italiano Lorenzo Dalla Porta. En el Gran Premio de las Américas, Bendsneyder comenzó la carrera en la cuarta posición y en carrera tuvo una mala largada y tuvo que remontar desde la primera vuelta, se encontraba sexto en la penúltima vuelta pero superó a los rivales del grupo en el que estaba para llevarse el último escalón del podio. Este fue su primer podio en la categoría y el primero de un piloto neerlandés en la categoría intermedia desde que Wilco Zeelenberg terminara tercero en el Gran Premio de los Países Bajos de 250cc de 1994.
El 9 de septiembre de 2024, tras la disputa del Gran Premio de San Marino, su equipo, el Preicanos Racing Team anuncio la disolución del contrato que los unía con efecto inmediato.
El 4 de octubre de 2024, el turco Bahattin Sofuoğlu dejó con efecto inmediato el MV Agusta Reparto Corse y el equipo italiano eligió a Bendsneyder como su sustituto para las dos últimas rondas de la temporada del Campeonato Mundial de Supersport.

## Resultados

### European Junior Cup
| Temp. | 1   | 2     | 3   | 4   | 5   | 6     | 7   | 8   | Pos. | Pts. |
| ----- | --- | ----- | --- | --- | --- | ----- | --- | --- | ---- | ---- |
| 2013  | ESP | NED 1 | ITA | ITA | GBR | GER 1 | FRA | ESP | 10.º | 50   |

### CEV Moto3
| Temp. | 1     | 2      | 3       | 4      | 5      | 6      | 7       | 8      | 9     | 10     | 11     | 12  | Pos. | Pts. |
| ----- | ----- | ------ | ------- | ------ | ------ | ------ | ------- | ------ | ----- | ------ | ------ | --- | ---- | ---- |
| 2014  | JER 9 | JER 12 | LMS Ret | ARA 11 | CAT 12 | CAT 13 | ALB Ret | NAV 23 | ALG 6 | VAL 33 | VAL 17 |     | 15.º | 33   |
| 2015  | ALG 4 | LMS 3  | CAT 6   | CAT 7  | ARA 12 | ARA 8  | ALB 6   | NAV 13 | JER 4 | JER 9  | VAL    | VAL | 7.º  | 93   |

### Red Bull MotoGP Rookies Cup
| Temp. | 1       | 2       | 3       | 4       | 5       | 6         | 7       | 8        | 9         | 10      | 11      | 12        | 13      | 14      | Pos. | Pts. |
| ----- | ------- | ------- | ------- | ------- | ------- | --------- | ------- | -------- | --------- | ------- | ------- | --------- | ------- | ------- | ---- | ---- |
| 2014  | JER 1 8 | JER 2 6 | MUG 12  | ASS 1 4 | ASS 2 1 | SAC 1     | SAC 2   | BRN 1 13 | BRN 2 Ret | SIL 1 6 | SIL 2 3 | MIS 8     | ARA 1 5 | ARA 2 7 | 9.º  | 117  |
| 2015  | JER 1 1 | JER 2 1 | ASS 1 1 | ASS 2 1 | SAC 1 1 | SAC 2 Ret | BRN 1 2 | BRN 2 1  | SIL 1 1   | SIL 2 3 | MIS 1   | ARA 1 DNS | ARA 2 9 |         | 1.º  | 243  |

### Campeonato del mundo de motociclismo

#### Por temporada
| Temp. | Cat.  | Moto   | Equipo                       | Carreras | Victorias | Podios | Poles | V.Ráp. | Pts. | Pos. |
| ----- | ----- | ------ | ---------------------------- | -------- | --------- | ------ | ----- | ------ | ---- | ---- |
| 2016  | Moto3 | KTM    | Red Bull KTM Ajo             | 18       | 0         | 2      | 0     | 0      | 78   | 14.º |
| 2017  | Moto3 | KTM    | Red Bull KTM Ajo             | 17       | 0         | 0      | 0     | 0      | 65   | 15.º |
| 2018  | Moto2 | Tech 3 | Tech 3 Racing                | 15       | 0         | 0      | 0     | 0      | 2    | 29.º |
| 2019  | Moto2 | NTS    | NTS RW Racing GP             | 19       | 0         | 0      | 0     | 0      | 7    | 26.º |
| 2020  | Moto2 | NTS    | NTS RW Racing GP             | 15       | 0         | 0      | 0     | 0      | 18   | 23.º |
| 2021  | Moto2 | Kalex  | Pertamina Mandalika SAG Team | 18       | 0         | 0      | 0     | 0      | 46   | 16.º |
| 2022  | Moto2 | Kalex  | Pertamina Mandalika SAG Team | 20       | 0         | 0      | 0     | 0      | 87   | 13.º |
| 2023  | Moto2 | Kalex  | Pertamina Mandalika SAG Team | 20       | 0         | 1      | 0     | 0      | 30   | 21.º |
| 2024  | Moto2 | Kalex  | Pertamina Mandalika SAG Team | 10       | 0         | 0      | 0     | 0      | 7    | 24.º |
| Total |       |        |                              | 152      | 0         | 3      | 0     | 0      | 340  |      |

#### Por categoría
| Cat.  | Temp.     | 1.er GP    | 1.er Podio        | 1.ª Victoria | Carreras | Victorias | Podios | Poles | V.Ráp. | Pts. | CM |
| ----- | --------- | ---------- | ----------------- | ------------ | -------- | --------- | ------ | ----- | ------ | ---- | -- |
| Moto3 | 2016-2017 | Catar 2016 | Gran Bretaña 2016 |              | 35       | 0         | 2      | 0     | 0      | 143  | 0  |
| Moto2 | 2018-2024 | Catar 2018 | Américas 2023     |              | 117      | 0         | 1      | 0     | 0      | 197  | 0  |
| Total | 2016-2024 | 2016-2024  | 2016-2024         | 2016-2024    | 152      | 0         | 3      | 0     | 0      | 340  | 0  |

#### Carreras por año
| Año  | Cat.  | Moto   | 1       | 2       | 3       | 4       | 5       | 6       | 7       | 8       | 9       | 10      | 11      | 12      | 13      | 14     | 15     | 16      | 17     | 18      | 19     | 20     | Pos. | Pts. |
| ---- | ----- | ------ | ------- | ------- | ------- | ------- | ------- | ------- | ------- | ------- | ------- | ------- | ------- | ------- | ------- | ------ | ------ | ------- | ------ | ------- | ------ | ------ | ---- | ---- |
| 2016 | Moto3 | KTM    | QAT 14  | ARG 22  | AME 22  | SPA 21  | FRA 16  | ITA 18  | CAT 11  | NED 9   | GER 12  | AUT 7   | CZE 7   | GBR 3   | RSM Ret | ARA 15 | JPN 18 | AUS 10  | MAL 3  | VAL 13  |        |        | 14.º | 78   |
| 2017 | Moto3 | KTM    | QAT 26  | ARG 23  | AME DNS | SPA 11  | FRA 9   | ITA 12  | CAT 15  | NED Ret | GER 8   | CZE 4   | AUT Ret | GBR Ret | RSM 6   | ARA 17 | JPN 9  | AUS 16  | MAL 10 | VAL 12  |        |        | 15.º | 65   |
| 2018 | Moto2 | Tech 3 | QAT 18  | ARG 28  | AME 20  | SPA 16  | FRA 16  | ITA Ret | CAT Ret | NED 17  | GER 20  | CZE Ret | AUT 22  | GBR C   | RSM 20  | ARA 25 | THA 14 | JPN Ret | AUS    | MAL     | VAL    |        | 29.º | 2    |
| 2019 | Moto2 | NTS    | QAT 16  | ARG 14  | AME 13  | SPA 16  | FRA Ret | ITA 19  | CAT 18  | NED Ret | GER 16  | CZE 17  | AUT 15  | GBR 21  | RSM 17  | ARA 18 | THA 20 | JPN 16  | AUS 15 | MAL Ret | VAL 24 |        | 26.º | 7    |
| 2020 | Moto2 | NTS    | QAT 11  | SPA Ret | AND 19  | CZE 18  | AUT 22  | EST 24  | RSM 19  | ERM 22  | CAT 17  | FRA 20  | ARA 21  | TER 16  | EUR 14  | VAL 8  | POR 13 |         |        |         |        |        | 23.º | 18   |
| 2021 | Moto2 | Kalex  | QAT 9   | DOH 12  | POR Ret | SPA 14  | FRA 5   | ITA 15  | CAT 6   | GER 13  | NED 15  | EST 23  | AUT 17  | GBR 15  | ARA Ret | RSM 25 | AME 15 | ERM 12  | ALG 15 | VAL 25  |        |        | 16.º | 46   |
| 2022 | Moto2 | Kalex  | QAT 19  | INA 15  | ARG 9   | AME 7   | POR 8   | SPA 7   | FRA 14  | ITA 11  | CAT 13  | GER 16  | NED 5   | GBR 10  | AUT 15  | RSM 12 | ARA 15 | JPN 9   | THA 18 | AUS 10  | MAL 14 | VAL 11 | 13.º | 87   |
| 2023 | Moto2 | Kalex  | POR Ret | ARG 22  | AME 3   | SPA 17  | FRA 18  | ITA 14  | GER Ret | NED WD  | GBR 17  | AUT 15  | CAT Ret | RSM 13  | IND 18  | JPN 17 | INA 12 | AUS 8   | THA 16 | MAL 17  | QAT 22 | VAL 24 | 21.º | 30   |
| 2024 | Moto2 | Kalex  | QAT 14  | POR 16  | AME 18  | SPA Ret | FRA INJ | CAT INJ | ITA INJ | NED 14  | GER Ret | GBR 13  | AUT 22  | ARA Ret | RSM 20  | ERM    | INA    | JPN     | AUS    | THA     | MAL    | SLD    | 24.º | 7    |

| Color     | Resultado                                                               |
| --------- | ----------------------------------------------------------------------- |
| Oro       | Ganador                                                                 |
| Plata     | 2.ª plaza                                                               |
| Bronce    | 3.ª plaza                                                               |
| Verde     | Finalizó en los puntos                                                  |
| Azul      | Finalizó sin puntos                                                     |
| Azul      | NC - No clasificado                                                     |
| Violeta   | Ret - No terminó (Carrera)                                              |
| Rojo      | DNQ - No se clasificó                                                   |
| Negro     | DSQ - Descalificado                                                     |
| Blanco    | DNS - No empezó (carrera)                                               |
| Blanco    | WD - Retirado (fin de semana)                                           |
| Blanco    | C - Carrera cancelada                                                   |
| Sin color | DNP - Inscrito pero no participó                                        |
| Sin color | INJ - Lesionado                                                         |
| Sin color | EX - Excluido                                                           |
| Estado    | Resultado                                                               |
| Negrita   | Pole position                                                           |
| Cursiva   | Vuelta rápida                                                           |
| †         | Abandona, pero clasifica al completar el porcentaje requerido para ello |

### Campeonato Mundial de Supersport

#### Por temporada
| Temp. | Moto                | Equipo                  | N.º   | Carreras | Victorias | Podios | Poles | V.Rap. | Pts. | Pos. |
| ----- | ------------------- | ----------------------- | ----- | -------- | --------- | ------ | ----- | ------ | ---- | ---- |
| 2024  | MV Agusta F3 800 RR | MV Agusta Reparto Corse | 11    | 4        | 0         | 1      | 0     | 0      | 44   | 18.º |
| 2025  | MV Agusta F3 800 RR | MV Agusta Reparto Corse | 11    | 6        | 2         | 5      | 1     | 2      | 111* | 2.º* |
| Total | Total               | Total                   | Total | 10       | 2         | 6      | 1     | 2      | 155  |      |

- * Temporada en curso.

#### Carreras por año
(Carreras en negrita indica pole position, carreras en cursiva indica vuelta rápida)
| Año  | Moto      | 1     | 1     | 2     | 2     | 3     | 3     | 4   | 4   | 5   | 5   | 6   | 6   | 7   | 7   | 8   | 8   | 9   | 9   | 10  | 10  | 11    | 11    | 12    | 12    | Pos. | Pts. |
| Año  | Moto      | R1    | R2    | R1    | R2    | R1    | R2    | R1  | R2  | R1  | R2  | R1  | R2  | R1  | R2  | R1  | R2  | R1  | R2  | R1  | R2  | R1    | R2    | R1    | R2    | Pos. | Pts. |
| ---- | --------- | ----- | ----- | ----- | ----- | ----- | ----- | --- | --- | --- | --- | --- | --- | --- | --- | --- | --- | --- | --- | --- | --- | ----- | ----- | ----- | ----- | ---- | ---- |
| 2024 | MV Agusta | AUS   | AUS   | SPA   | SPA   | NED   | NED   | ITA | ITA | GBR | GBR | CZE | CZE | POR | POR | FRA | FRA | ITA | ITA | SPA | SPA | EST 8 | EST 5 | SPA 7 | SPA 3 | 18.º | 44   |
| 2025 | MV Agusta | AUS 4 | AUS 3 | POR 3 | POR 1 | NED 1 | NED 3 | ITA | ITA | CZE | CZE | ITA | ITA | GBR | GBR | HUN | HUN | FRA | FRA | SPA | SPA | POR   | POR   | SPA   | SPA   | 2.º* | 111* |

- * Temporada en curso.